# Garibius dendrophilus
Garibius dendrophilus är en mångfotingart som beskrevs av Chamberlin 1913. Garibius dendrophilus ingår i släktet Garibius och familjen stenkrypare. Inga underarter finns listade i Catalogue of Life.